# Niño alado
El Niño alado es una obra del taller de Donatello realizada en bronce dorado (61,6x27,9 cm), datada hacia el año 1430 aproximadamente y conservada en el Museo Metropolitano de Nueva York.

## Historia
La obra, que seguramente decoraba una fuente, es citada posiblemente en un documento de 1432 en el cual se pagaba a un pintor de nombre Antonio por la doradura de un pequeño espíritu. Posteriormente, puede que haya sido inventariada en el informe de los bienes de palacio Medici Riccardi de 1492 como ídolo de bronce sobre una bola.
Conocido desde los años treinta del siglo XIX, se encontraba originariamente en las colecciones de Sir John Ramsden. Después de algunos pasajes llega al museo de Nueva York en el 1983.

## Descripción y estilo
El niño tiene los atributos de las alas y del calzado alado de Mercurio, protector de los comercios particularmente estimados de los Médici. La figura está representada de pie con una pierna levantada y en el acto de soplar escupiendo un chorro de agua sobre un objeto que aguantaba en la mano levantada, probablemente una girándola o una esfera: esta última se habría referido también a las bolas del escudo familiar de los Médici.
La obra está realizada para ser observada desde múltiples puntos de vista, con un ángulo óptimo desde la parte inferior. Con toda probabilidad originariamente estaba destinada  a colocarse sobre un pedestal alto.